# Sozialliberaler Hochschulverband
Der Sozialliberale Hochschulverband (SLH), gegründet im April 1968 unter dem Namen Deutsche Studenten Union (DSU), war eine bundesweite hochschulpolitische Vereinigung in der früheren Bundesrepublik. Die Deutsche Studenten Union benannte sich zunächst 1972 in Deutsche Studenten Union / Sozialliberaler Hochschulverband und dann 1973 in Sozialliberaler Hochschulverband (SLH) um. 1987 ging der SLH im neu gegründeten Bundesverband Liberaler Hochschulgruppen (LHG) auf.

## Geschichte

### Die Deutsche Studenten Union
Die Deutsche Studenten Union (DSU) wurde 1968 in Reaktion auf die Studentenbewegung gegründet. Sie verstand sich bei ihrer Gründung als dezidiert überparteiliche Sammlungsbewegung in der studentischen Selbstverwaltung. Nach eigener Aussage wollte sie „all jene Studenten zusammenfassen, die zum damaligen Zeitpunkt“ (1968) „mit dem Prädikat ‚gemäßigt‘ und ‚liberal‘ belegt wurden“, und zugleich „die vom SDS über Bord geworfene Hochschulreform wieder aufgreifen und fortführen“.
Der Name Studenten-Union implizierte insofern auch keine Nähe zu den Unionsparteien (CDU und CSU mit ihrem Studentenverband RCDS), sondern ging auf die seit Mitte der 1960er Jahre diskutierte Idee einer unabhängigen „Studentengewerkschaft“ (engl.: student union) zurück. Mitglieder der Deutschen Studenten Union waren – wie bei allen studentischen Dachverbänden – die Gruppen an den Hochschulen. Diese nannten sich in der Regel nach dem jeweiligen Hochschulort, also „Kölner Studenten Union“, „Münchner Studenten Union“ etc. Erster DSU-Vorsitzender war der damalige Kölner AStA-Vorsitzende Klaus Laepple. Im damaligen hochschulpolitischen Spektrum vertraten die DSU-Gruppen (links-)liberale, sozialdemokratische und gemäßigt konservative Positionen.
Zur Bundestagswahl 1969 positionierte sich die DSU klar auf Seite der als Reformparteien wahrgenommenen FDP und SPD. Mit dem Ziel einer „grundlegenden Gesellschaftsreform“ forderte sie eine Reform des Bildungswesens, beginnend mit einem Ausbau von Kindergärten über eine Zusammenführung weiterführender Schulen zu Gesamtschulen bis hin zur Gründung von Gesamthochschulen.
Auf der Bundesversammlung 1970 beschloss die DSU dann die „Konzepte einer sozialliberalen Politik“. Man verließ damit endgültig die Idee einer außerhalb der Hochschulpolitik relativ unpolitischen „Studentengewerkschaft“ und wandte sich den unter Studenten geführten politischen Systemfragen zu. Man grenzte sich dabei einerseits vom „laissez-faire“ und vom „Neoliberalismus“ ab und bekannte sich zu „sozialistischen Elementen“, andererseits wandte man sich auch gegen einen „dogmatischen Sozialismus“.

### Der Sozialliberale Hochschulverband
Entsprechend seiner Ausrichtung nannte sich der Verband 1972/1973 in Sozialliberaler Hochschulverband (SLH) um. Auch die einzelnen Mitgliedsgruppen übernahmen in der Folge nach und nach den Namen SLH.
Der SLH grenzte sich weiterhin strikt gegen dogmatischen Sozialismus jedweder Prägung ab – eine Haltung, die von besonderer Relevanz für die Selbstsicht war. Dementsprechend lehnte der SLH – im Unterschied zum Liberalen Hochschulverband (LHV), dem Studentenverband der FDP, und den Juso-Hochschulgruppen – Linkskoalitionen unter Einschluss kommunistischer Gruppen wie dem MSB Spartakus kategorisch ab und koalierte stattdessen lieber mit dem RCDS. Er sah sich als parteipolitisch unabhängig, aber als der FDP und der SPD nahestehend, und als der Unterstützer der sozialliberalen Koalition an den Hochschulen. So verteidigte der SLH zur Bundestagswahl 1976 die Reformpolitik der sozialliberalen Koalition und rief zur Wahl von FDP und SPD auf. Den LHV- und Juso-Hochschulgruppen wurde gleichzeitig der Vorwurf gemacht, mit ihrem Linkskoalitionen der Koalition in Bonn in den Rücken zu fallen.
1980 hatte der SLH rund 2.000 Mitglieder in vierzig Hochschulgruppen. Zu dieser Zeit galt er bereits als eher der FDP nahestehend, was sich noch verstärkte, als sich nach der Bonner Wende 1982 die Jungdemokraten und der LHV von der FDP lösten und die Jungen Liberalen (JuLis) zur Jugendorganisation der FDP wurden.
1987 schloss sich der SLH mit den JuLi-Hochschulgruppen, der Liberalen Studenteninitiative (LSI) und diversen unabhängigen örtlichen Hochschulgruppen zum Bundesverband Liberaler Hochschulgruppen (LHG) zusammen, der seither die Rolle des offiziellen FDP-Studentenverbandes übernommen hat.
Ehemalige Mitglieder des SLH sind – wie Mitglieder anderer liberaler Studentenverbände – im Verband Liberaler Akademiker organisiert.

## Bekanntere Bundesvorstandsmitglieder
- Klaus Laepple (Gründungsvorsitzender)
- Wolfgang Daniels (Bundesvorsitzender, Engerer Vorstand 1974–1975)
- Hartmut Knüppel (Bundesvorsitzender, Engerer Vorstand 1977–1978)
- Liane Knüppel, geb. Pollert (Bundesvorsitzende, Engerer Vorstand 1977–1978)
- Wolfgang Wirtz (Bundesvorsitzender, Engerer Vorstand 1977–1978)
- Rüdiger von Fritsch (Bundesvorsitzender, Engerer Vorstand 1978–1979)
- Andreas Stratenwerth (Bundesvorsitzender, Engerer Vorstand 1978–1979)
- Lukas Siebenkotten (Erweiterter Vorstand 1978–1979)
- Bernd Borchardt (Bundesvorsitzender, Engerer Vorstand 1979–1980)
- Hermann Brem (Bundesvorsitzender 1985–1986)
- Henner Schmidt (Bundesvorsitzender 1987)[8]

Von 1971 bis 1985 bestand der Bundesvorstand von DSU und SLH aus dem Engeren Vorstand mit drei gleichberechtigten Bundesvorsitzenden und dem Erweiterten Vorstand mit den Bundesvorsitzenden und bis zu sechs weiteren Mitgliedern.